# Fox Cove-Mortier
Fox Cove-Mortier is een gemeente (town) in de Canadese provincie Newfoundland en Labrador.

## Geschiedenis
In 1970 riep de provincieoverheid het rural district Fox Cove-Mortier in het leven. De tot dan gemeentevrije dorpen Fox Cove en Mortier werden zo verenigd onder één gemeentebestuur. Op basis van de Municipalities Act van 1980 werd het rural district als bestuursvorm afgeschaft en kreeg de gemeente automatisch de status van town.

## Geografie
De gemeente ligt in het zuidoosten van het schiereiland Burin aan de zuidkust van het eiland Newfoundland en bestaat uit de dorpen Fox Cove en Mortier. Fox Cove-Mortier grenst in het zuidwesten aan Burin, in het zuiden aan de ook tot die gemeente behorende plaats Port au Bras en in het noorden aan de gemeentevrije plaats Beau Bois.

## Demografie
Demografisch gezien is Fox Cove-Mortier, net zoals de meeste kleine gemeenten op Newfoundland, al decennia aan het krimpen. Tussen 1986 en 2021 daalde de bevolkingsomvang van 500 naar 252. Dat komt neer op een daling van 248 inwoners (-49,6%) in 35 jaar tijd.
| Demografische ontwikkeling van Fox Cove-Mortier tussen 1971 en 2021        |
| -------------------------------------------------------------------------- |
|                                                                            |
| Bron: Statistics Canada (1971–1986, 1991–1996, 2001–2006, 2011–2016, 2021) |